# Hôn nhân cùng giới ở Đức
Hôn nhân cùng giới đã trở thành hợp pháp tại Đức vào ngày 1 tháng 10 năm 2017. Một dự luật hợp pháp hóa đã thông qua Bundestag vào ngày 30 tháng 6 năm 2017 và Bundesrat vào ngày 7 tháng 7. Nó đã được Tổng thống Frank-Walter Steinmeier ký vào luật ngày 20 tháng 7 và được công bố trên Công báo Luật Liên bang vào ngày 28 tháng 7 năm 2017.
Trước đây, từ năm 2001 đến 2017, các mối quan hệ "đối tác đã đăng ký" (Eingetragene Lebenspartnerschaft) đã có sẵn cho các cặp cùng giới. Những lợi ích được cấp bởi các quan hệ đối tác này đã dần được Tòa án Hiến pháp Liên bang (Bundesverfassungsgericht) mở rộng trong suốt nhiều phán quyết cho đến khi họ quy định hầu hết nhưng không phải tất cả các quyền của hôn nhân.